# Fernando Torres
Fernando José Torres Sanz (født 20. marts 1984) er en tidligere spansk fodboldspiller. I sin karriere har han blandt andet spillet for Atlético Madrid, Chelsea F.C., A.C. Milan samt Liverpool F.C..

## Karriere

### Atlético Madrid
Torres skrev sin første professionelle kontrakt med Atlético Madrid i 1999. I begyndelsen af 2000-01-sæsonen brækkede han sit ben, men kom tilbage, og mod slutningen af sæsonen fik Torres sin debut i Segunda División for Atlético 27. maj 2001. Den følgende uge scorede han sit første mål for klubben i en kamp mod Albacete. I den følgende sæson havde Torres ikke så meget held og scorede blot seks mål i 36 kampe i Segunda División.
Atlético rykkede op i Priméra Divisíon igen efter to år i næstbedste række, og det passede åbenbart Torres godt, for han scorede 13 mål i sæsonen og hjalp dermed Atlético til en 12. plads i Priméra. I samme sæson fik Torres også debut for det spanske U/21-landshold.
Den følgende sæson betød yderligere fremskridt for den nu 19-årige Torres, der scorede 19 mål i 35 kampe, og desuden blev han udnævnt til anfører for Atléticos førstehold trods sin unge alder. I 2006 indrømmede Torres, at han havde afvist et tilbud fra Chelsea efter 2005-06 sæsonen.
I sommerens transfervindue 2007 skrev Atlético Madrid kontrakt med blandt andre Diego Forlán og Luis Garcia, og et Torres-skifte syntes nært forstående. Han havde kontrakt med Atlético Madrid frem til 2009, men valgte 2. juli at skrive under på en kontrakt med Liverpool F.C. gældende til 2013.

### Liverpool F.C.
I de følgende tre et halvt år i Liverpool F.C. spillede Fernando Torres 144 kampe og scorede 81 mål. I sin første sæson i Liverpool var han en stor succes og scorede over 30 mål, men i den følgende sæson var han meget skadet og havde efterfølgende svært ved at leve op til den forrige sæsons succes. Da det samtidig generelt gik dårligt for holdet, der også var igennem to trænerfyringer, opnåede han ikke nogen titler med holdet. 
Torres blev nomineret til FIFAs pris Årets fodboldspiller i 2008, hvor han endte på en tredjeplads bag Cristiano Ronaldo og Lionel Messi.

### Chelsea F.C.
Torres skiftede den 1. februar 2011 til Liverpools Premier League-rivaler Chelsea F.C., der betalte 50 mio. GBP for ham. Han scorede sit første mål mod West Ham United F.C. 23. april samme år efter ikke at have scoret i 14 kampe (732 minutter) i den blå Chelseatrøje.
Han scorede sit første hattrick for Chelsea mod Queens Park Rangers F.C. den 29. april 2012 i en 6-1-sejr på Stamford Bridge.

### A.C. Milan
Torres skiftede til Serie A-klubben A.C. Milan på en to-årig låneaftale den 31. august 2014.. Han debuterede som Milan-spiller den 20. september 2014, indskiftet i stedet for Andrea Poli i 1–0-nederlaget imod Juventus. I januar 2015 blev Torres officielt Milan-spiller.

### Tilbage til Atlético Madrid
Den 4. januar 2015, få dage efter, at Milan havde købt ham, blev Torres officielt lejet ud til Atlético Madrid. I foråret 2016 nåede han to milepæle for klubben. Først scorede han sit mål nummer 100, og en måned senere nåede han kamp nummer 300 for Madrid-klubben. I sommeren 2016 underskrev han en etårig aftale med klubben, og i februar 2017 scorede han sit mål nummer 100 i den spanske liga.

## Landshold
Torres spillede mellem 2000 og 2003 adskillige kampe for de spanske ungdomslandshold, heriblandt U/16 og U/19-landsholdene, som han begge blev europamester med. Den 6. september 2003 spillede han sin første kamp for det spanske A-landshold i et opgør mod Portugal. Han har (pr. 25. september 2014) spillet 110 kampe og scoret 38 mål for sit land.
Torres har for Spanien deltaget ved både EM i 2004, VM i 2006, EM i 2008, Confederations Cup 2009, VM i 2010, EM 2012 og VM i 2014. Ved EM i 2008 scorede han det enlige mål i finalesejren over Tyskland. Ved VM i 2010 var han også på det vindende hold, men scorede ikke i turneringen. 
Ved EM 2012 blev han med tre mål samlet topscorer delt med fem andre spillere. I finalen mod Italien (som blev vundet 4-0) scorede Torres et mål og lavede en assist. 

## Titler
EM
- 2008 med Spanien
- 2012 med Spanien

VM
- 2010 med Spanien

FA Cup
- 2012 med Chelsea

Champions League
- 2012 med Chelsea

Europa League
- 2013 med Chelsea
- 2018 med Atlético Madrid